# Orio
Orio – gmina w Hiszpanii, w prowincji Guipúzcoa, w Kraju Basków, o powierzchni 9,81 km². W 2011 roku gmina liczyła 5382 mieszkańców.
Urodził się tu pedagog i filozof Juan Zaragüeta.